# Bruno Krusch
Bruno Krusch (* 8. Juli 1857 in Görlitz; † 29. Juni 1940 in Hannover) war ein deutscher Historiker und Archivar.
Bruno Krusch war der Sohn eines Maurermeisters und Architekten. Sein jüngerer Bruder war der Geologe und Leiter der Preußischen Geologischen Landesanstalt Paul Krusch. Im Jahr 1876 bestand Krusch das Abitur und begann ein Studium an der Universität Leipzig, wo Wilhelm Arndt sein Lehrer wurde. Bereits im Jahr 1879 promovierte er in Leipzig mit der Arbeit Der 84-jährige Ostercyclus und seine Quellen; im selben Jahr wurde er als Assistent unter Georg Waitz bei den Monumenta Germaniae Historica (MGH) tätig. Im Jahr 1884 gab er zusammen mit Arndt das Geschichtswerk Gregors von Tours heraus, 1888 in eigener Verantwortung die sogenannte Fredegarchronik und 1896 den ersten Band der Leidensgeschichten und Lebensbeschreibungen der Heiligen aus merowingischer Zeit. Für die Monumenta, bei denen er im Jahr 1903 Mitglied der Zentraldirektion wurde, forschte er bis zu seinem Tod. Von 1882 an war Krusch als Archivar an verschiedenen preußischen Staatsarchiven tätig: Marburg (1887), Hannover (1890), Breslau (1900), Osnabrück (1907) und im Jahr 1910 als Direktor des Staatsarchivs Hannover. 1923 trat er in den Ruhestand.
Seine Forschungsschwerpunkte waren die frühmittelalterliche Chronologie, die Ausgabe merowingischer Historiographie und Hagiographie sowie die Ausgabe frühfränkischer Rechtsquellen. Krusch wurde im Jahr 1911 Mitglied der Göttinger Gesellschaft der Wissenschaften und 1925 der Preußischen Akademie der Wissenschaften. Eine eingehende Würdigung seines wissenschaftlichen Werkes hat Krusch, dessen 150. Geburtstag sich im Jahr 2007 jährte, nie erfahren.

## Schriften (Auswahl)
- Studien zur fränkischen Diplomatik. Der Titel der fränkischen Könige (= Abhandlungen der Preußischen Akademie der Wissenschaften. Philosophisch-Historische Klasse. Jg. 1937, Nr. 1, ZDB-ID 210015-0). Akademie der Wissenschaften, Berlin 1937 (Digitalisat).
- Die Lex Salica das älteste deutsche Gesetzbuch. Zeit und Umstände ihrer Abfassung (= Nachrichten von der Gesellschaft der Wissenschaften zu Göttingen. Philologisch-Historische Klasse. Fachgruppe 2: Nachrichten aus der mittleren und neueren Geschichte. Neue Folge, Band 1, Nr. 1, ZDB-ID 503972-1). Weidmann, Berlin 1934.
- Die Lex Bajuvariorum. Textgeschichte, Handschriftenkritik und Entstehung. Mit zwei Anhängen: Lex Alamannorum und Lex Ribuaria. Weidmann, Berlin 1924.
- Geschichte des Staatsarchivs zu Breslau (= Mitteilungen der k. preußischen Archivverwaltung. Band 11, ZDB-ID 2956395-1). Hirzel, Leipzig 1908 (Digitalisat).
- Studien zur christlich-mittelalterlichen Chronologie. Der 84jährige Ostercyclus und seine Quellen. Veit, Leipzig 1880 (Digitalisat).